# Династія Сверкерів
Після зникнення династії Стенкелів і сходження на трон Сверкера I Старшого у 1130 році почалася громадянська війна. Спочатку було декілька претендентів, з яких Сверкер на деякий час вийшов переможцем. Антагоністи в довгостроковій перспективі були, нарешті, будинком Сверкерів в Естерйотланді і будинком Еріків в Вестерйотланді і Уппланді (Ерік IX Святий був убитий і похований в Уппланді, інші в династії були поховані в Варнгемському абатстві в Вестерйотланді, як пізніше також й Біргер Ярл, родич до династії), які чергувались на троні протягом кількох поколінь, поки в 1220-х роках династія Еріків не одержала верх, а династія Сверкерів вимерла (принаймні по чоловічій лінії).
Як завжди в середньовічних суперечках, кінцевий результат поєднував кров конкуруючих ліній, як у 1250 Вальдемар I Біргерсон з Фолькунгів (тоді неповнолітній, його батько Біргер Ярл діяв як регент) піднявся на престол, успадкувавши претензію династії Еріків від матері Вальдемара (яка була сестрою Еріка XI, останнього в династії Еріків) і деякі претензії династії Сверкерів від матері Біргера (яка була дочкою молодшого сина Сверкера I).